# Pedro Cegonho
Pedro Miguel de Sousa Barrocas Martinho Cegonho (9 de agosto de 1978) é um político português.

## Biografia
Tem uma Licenciatura em História, com especialização em Artes e Património. Militou na Juventude Socialista, tendo posição de destaque já em meados da década de 1990.
Foi Deputado da Assembleia da República nas XIV e XV Legislaturas pelo Partido Socialista, eleito pelo Círculo Eleitoral de Lisboa.
É desde 5 de Fevereiro de 2025 Vereador sem Pelouro da Câmara Municipal de Lisboa, eleito pela coligação Mais Lisboa (PS/L/Movimento Cidadãos por Lisboa), para o mandato 2021-2025, tendo preenchido a vaga ocorrida pela renúncia ao mandato da Vereadora Inês Drummond, que foi acusada de quatro crimes de prevaricação no Caso Tutti Frutti.